# Odos

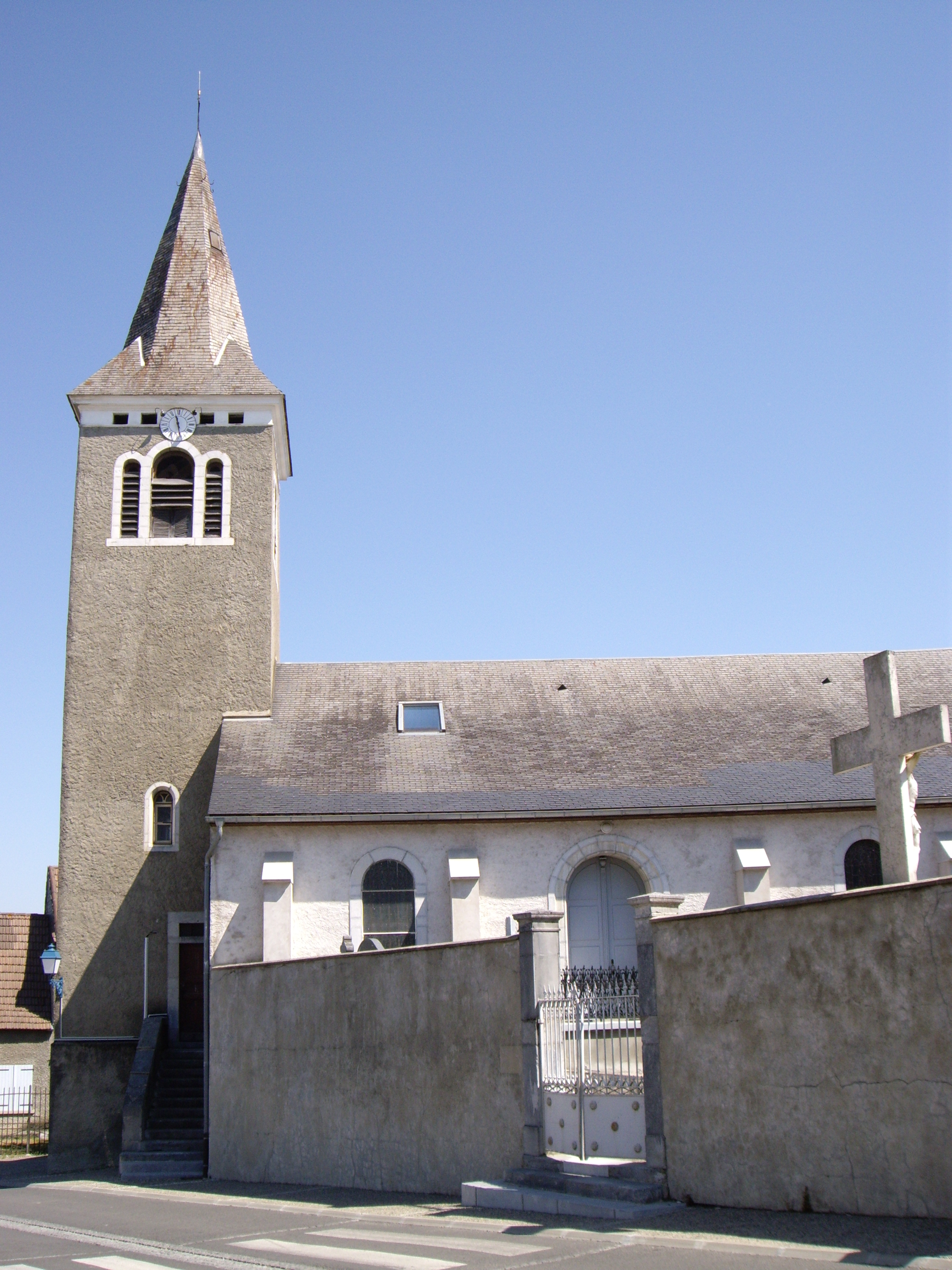
Giáo đường Saint George.

Odos là một xã thuộc tỉnh Hautes-Pyrénées trong vùng Occitanie tây nam nước Pháp. Xã này nằm ở khu vực có độ cao trung bình 336 mét trên mực nước biển.